# David I de Kakhètia
David I fou rei de Kakhètia del 1603 al 1604 fill d'Alexandre II de Kakhètia. Fou proclamat pels revoltats contraris a la pressió sobre la noblesa que exercia el pare. El 1604 va ser substituït per son germà Jordi II de Kakhètia. El 1581 es va casar amb Kethavan (nascuda el 1565 i morta el 1624) filla del príncep Ashotani de Mukhran. Fou assassinat a Siraz el 21 d'octubre de 1604.